# Azolla rubra
Azolla rubra — вид прісноводних папоротеподібних рослин родини сальвінієвих (Salviniaceae).

## Поширення
Вид поширений в Австралії та Новій Зеландії. Утворює великі червоні килимки на повільно рухомих водоймах, таких як струмки, озера, ставки та болота. Може також рости на штучних водоймах, таких як сільськогосподарські ставки, водостоки, канави та корита для худоби.